# Болот Бейшеналиев
Болот Бейшаналиев е съветски киргизстански театрален и киноактьор.

## Биография
Роден е в селището Калмак Ашуу, Кемински район, Киргизка ССР, СССР на 25 юни 1937 г.
Завършва студията към Киргизкия театър за опера и балет (1957) и Държавния институт по изкуствата на Узбекистан в Ташкент (1963).
Работи като помощник и асистент-режисьор в „Киргизфилм“. От 1976 до 1991 г. работи в киностудио „Мосфилм“.
Има повече от 80 роли в киното. Носител е на почетното звание „Народен артист на Киргизстан“.
Умира в Бишкек на 18 ноември 2002 г.